# Vương tộc Welf

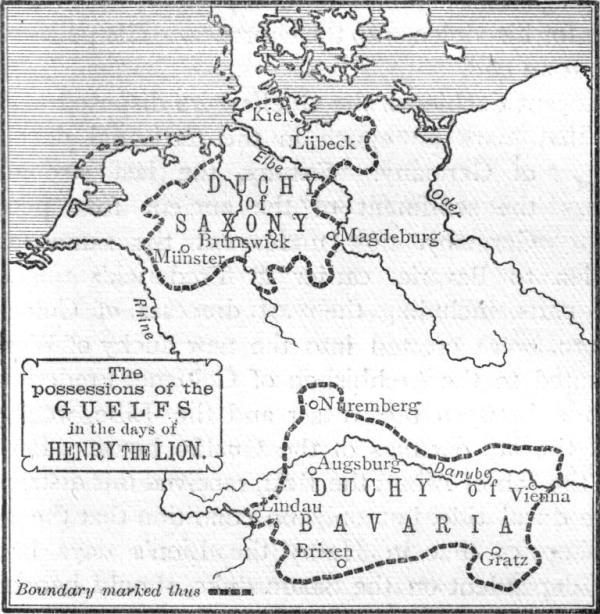
Lãnh thổ của nhà Welf vào thời Heinrich Sử tử

Nhà Welf (hay còn được với tên khác là Guelf hoặc Guelph) là một dòng họ quý tộc ở châu Âu mà bao gồm nhiều vua chúa Đức, Anh Quốc từ thế kỷ 11 cho tới thế kỷ 20 và hoàng đế Nga ở thế kỷ 18.

### Nhà Hannover

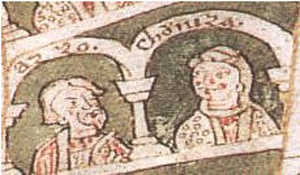
Kunigunde xứ Altdorf, chị em gái của Welf III, vợ của công tước của Milan, Albert Azzo II của Este,, Cha mẹ của Welf IV
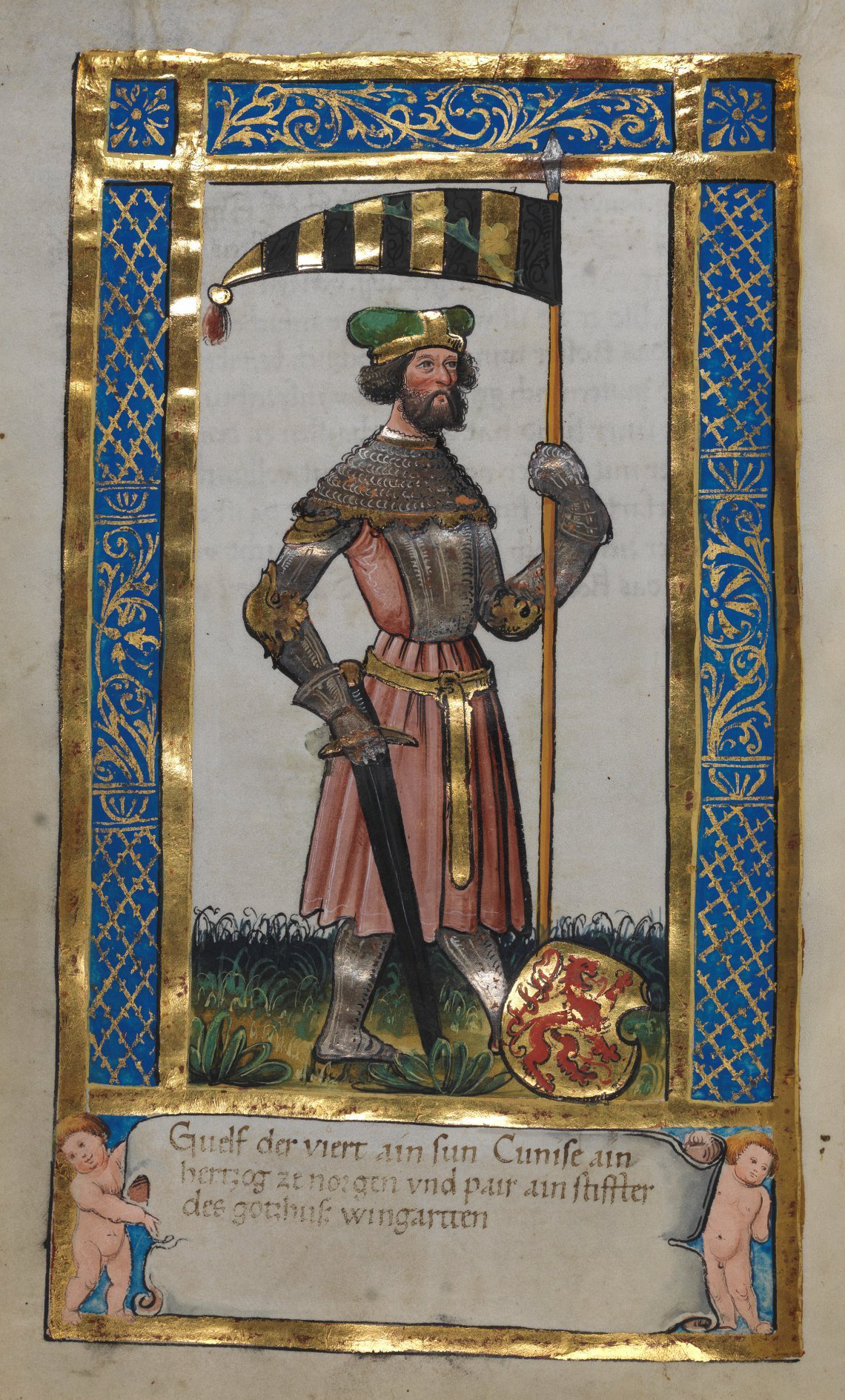
Welf IV, Công tước xứ Bayern (* 1030/1040; † 1101)
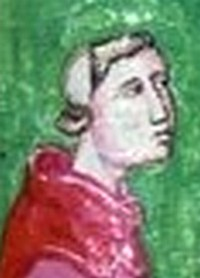
Welf V, Công tước xứ Bayern (1073-1120)

### Trong Chiến tranh thế giới thứ hai

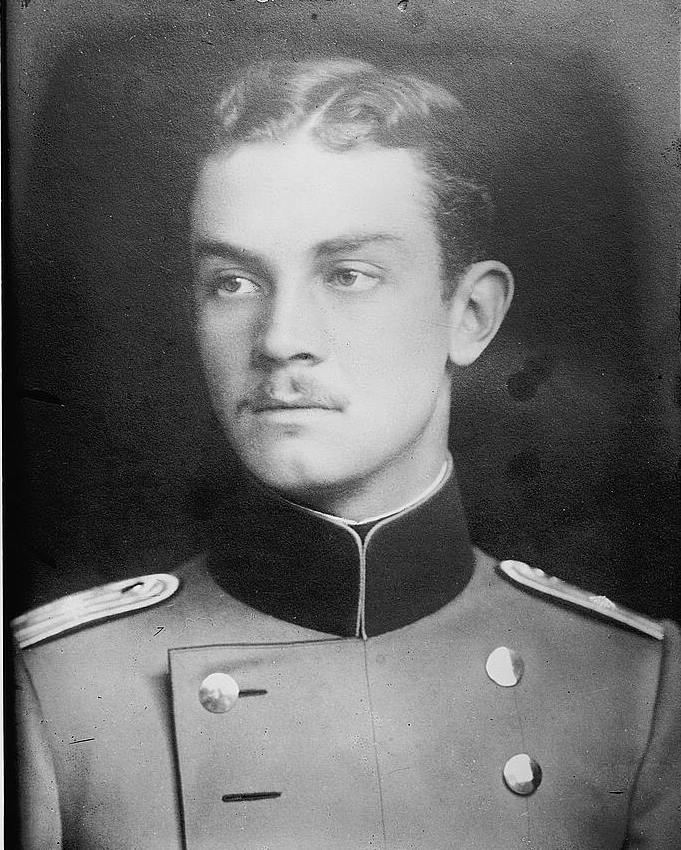
Ernst August, Công tước zu Braunschweig (1887–1953) (người cuối cùng nắm quyền)
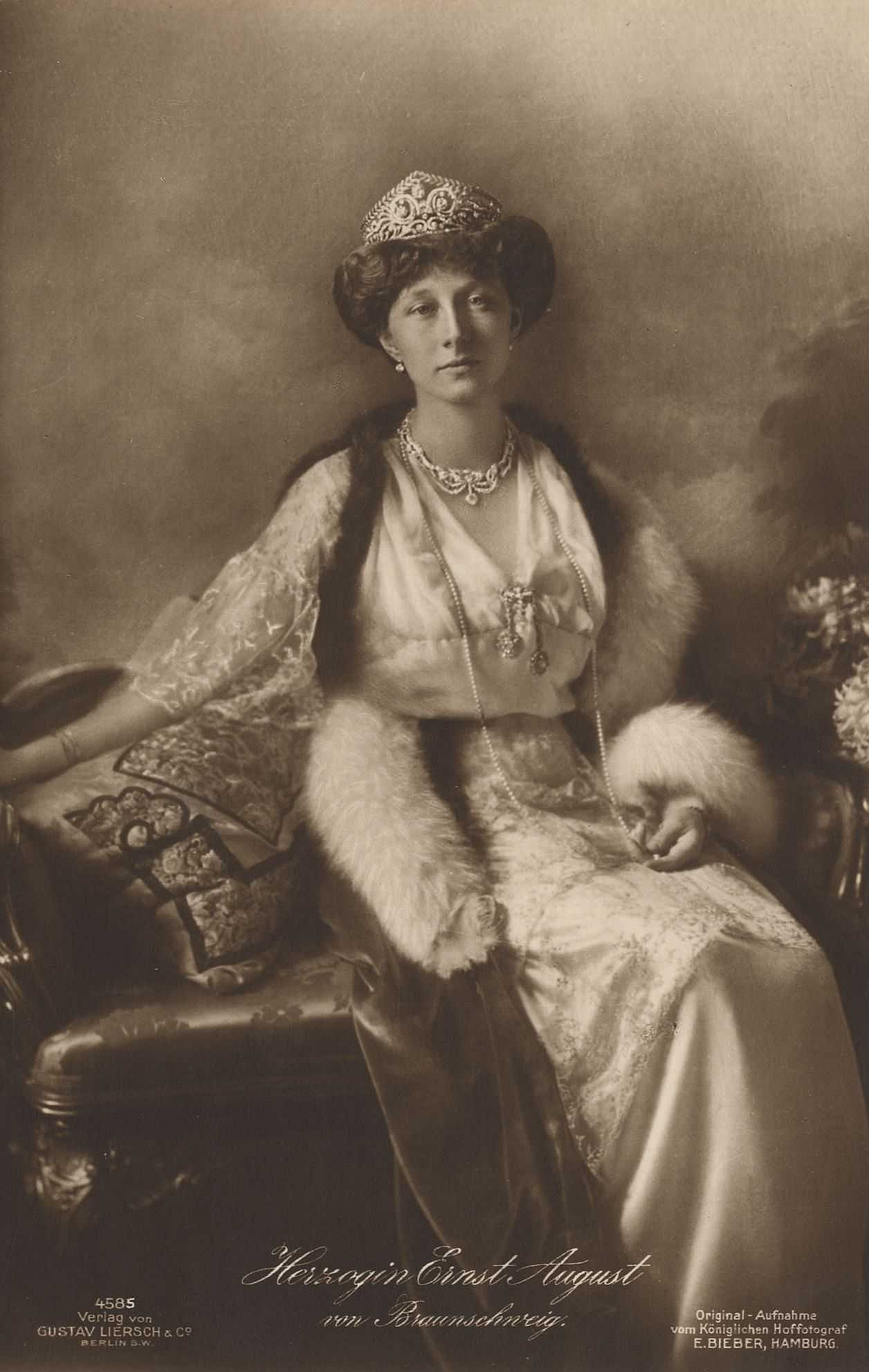
Viktoria Luise của Phổ (1892–1980), Hôn thê công tước Ernst August
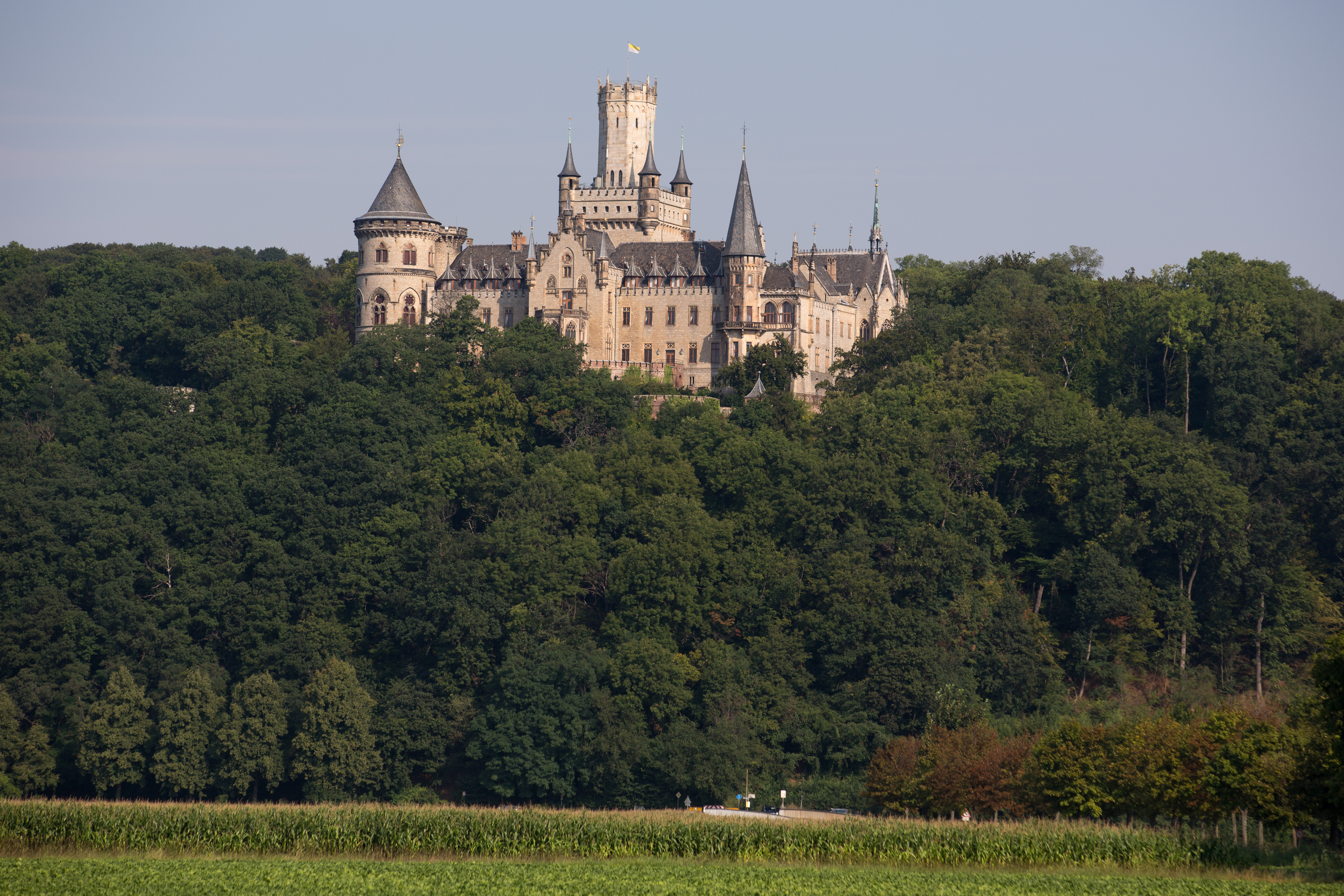
Lâu đài Marienburg gần Hannover
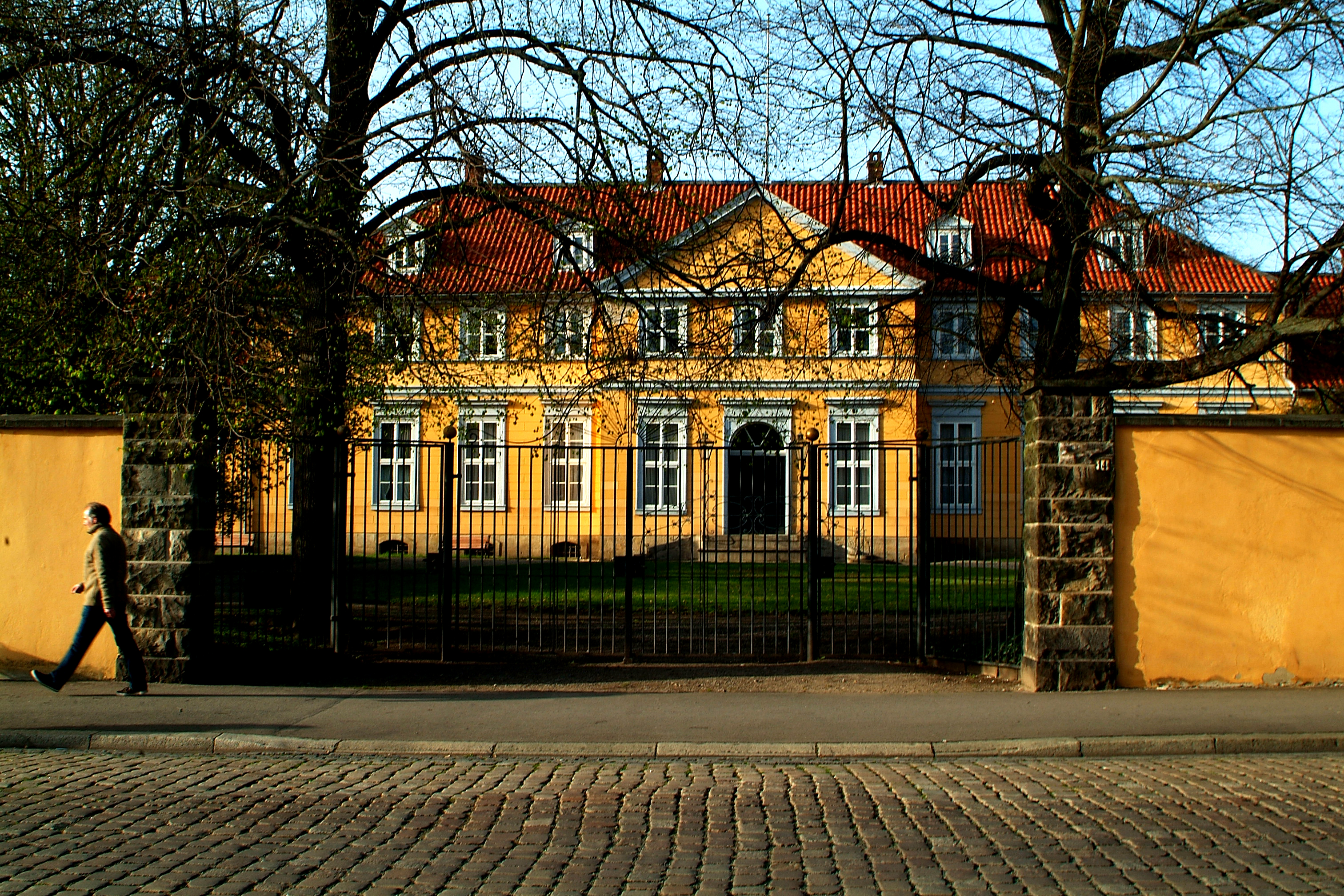
Cung điện Herrenhausen